# Exogone cognettii
Exogone cognettii är en ringmaskart som beskrevs av Castelli, Badalamenti och Lardici 1987. Exogone cognettii ingår i släktet Exogone och familjen Syllidae. Inga underarter finns listade i Catalogue of Life.